# 緘默法則 (小說)
《緘默法則》（英語：Omertà）是一本由馬里奧·普佐所寫的小說，出版于他去世後的2000年。本書最早由Ballantine Books出版商出版。本书讲述了Don Aprile的被收養「外甥」Astorre Viola的故事。

## 出版
本书作者普佐未看到《緘默法則》的出版便去世了，但他过身之前已经完成了手稿，《The Family》也是如此。在發表於《三藩市紀事報》上的評論中，與普佐密切合作的朱爾斯·辛格爾推測，《緘默法則》可能是透過「一些缺乏才能的僱傭文人」完成的。